# Långhjuksnoret
Långhjuksnoret är en sjö i Vindelns kommun i Västerbotten och ingår i Umeälvens huvudavrinningsområde. Sjön har en area på 1,04 kvadratkilometer och ligger 250,1 meter över havet. Sjön avvattnas av vattendraget Hjuksån.

## Delavrinningsområde
Långhjuksnoret ingår i det delavrinningsområde (715855-168897) som SMHI kallar för Utloppet av Långhjuksnoret. Medelhöjden är 265 meter över havet och ytan är 8,31 kvadratkilometer. Räknas de 5 avrinningsområdena uppströms in blir den ackumulerade arean 26,92 kvadratkilometer. Hjuksån som avvattnar avrinningsområdet har biflödesordning 3, vilket innebär att vattnet flödar genom totalt 3 vattendrag innan det når havet efter 134 kilometer. Avrinningsområdet består mestadels av skog (66 procent) och sankmarker (15 procent). Avrinningsområdet har 1,27 kvadratkilometer vattenytor vilket ger det en sjöprocent på 15,2 procent.